# Soldados Unidos Vencerão

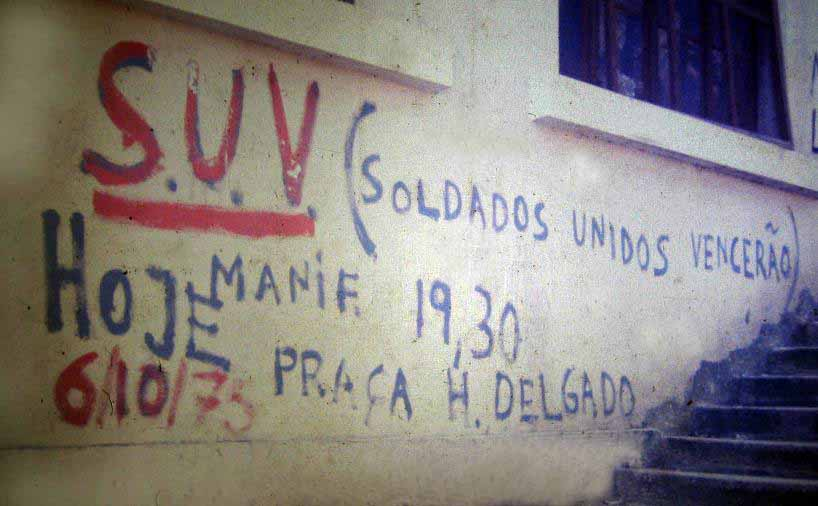
1975 - SUV Soldados Unidos Vencerão, Manifestação no Porto em Outubro.

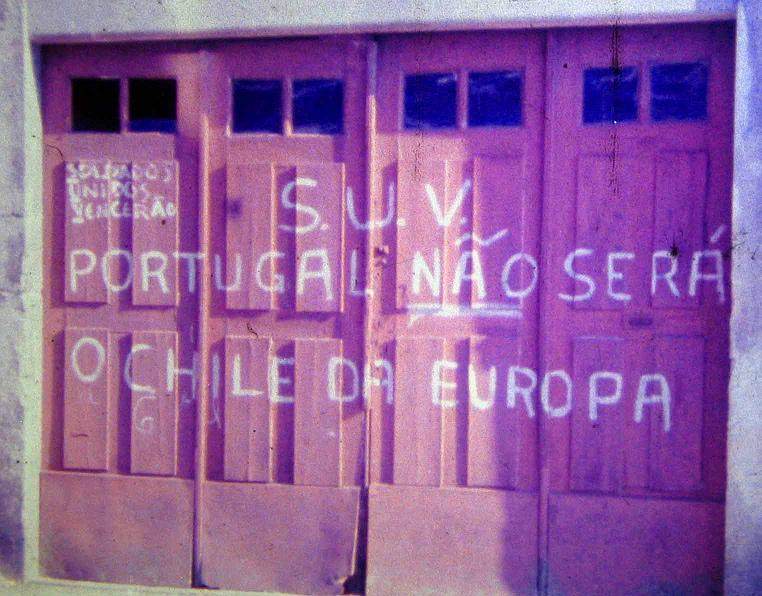
1975 - SUV Portugal não será o Chile da Europa

Os Soldados Unidos Vencerão (SUV) foram constituídos em Agosto de 1975 pelo PRP, em pleno Verão Quente. Os SUV foram grupos de militares que actuavam no interior dos quartéis com vista a promover a auto-organização política dos militares. Os SUV actuavam sob a direcção de Ferreira Fernandes, Manuel Resende, José Carvalho e Heitor de Sousa, entre outros. Tratava-se de uma organização clandestina no interior das Forças Armadas e incluía, não só soldados como também alguns graduados.

A primeira conferência de imprensa dos SUV foi feita no Porto, decorreram manifestações dos SUV em Lisboa a 25 de Setembro e no Porto no dia 6 de Outubro de 1975. A manifestação popular organizada no Porto em 6 de Outubro de 1975 pelos SUV – Soldados Unidos Vencerão, foi apoiada pela FUR (FSP, LCI, LUAR, MDP/CDE, MES e PRP), UDP e Secretariado Revolucionário das Comissões de Moradores e outros órgãos de poder popular, com a presença de mais de 50.000 manifestantes e militares do Regimento de Transmissões (Arca d’Água), RASP (Serra do Pilar) e Quartel de Chaves, em protesto pelo encerramento do Centro de Instrução de Condutores Auto do Porto (CICAP), durante a qual foram aprovadas moções de apoio ao CICAP e a exigir o saneamento do brigadeiro António Pires Veloso.

## Manifesto
No manifesto, referiam que, "...considerando que já por diversas vezes fizemos cedências à burguesia nomeadamente ao submetermos a nossa luta à aliança com o MFA, que por causa das suas contradições e hesitações no passado, e de hoje estar ao serviço de elementos contra-revolucionários, nos tem valido não só o afastamento e hostilidade da população (especialmente dos nossos irmãos camponeses), como também a desmoralização de numerosos combatentes das nossas fileiras e o adormecimento perante a ofensiva reaccionária dentro e fora dos quartéis...", "...SUV luta com todos os trabalhadores pela preparação de condições que permitam a destruição do Exército burguês e a criação do braço armado do poder dos trabalhadores: o Exército Popular Revolucionário...", "...Sempre, Sempre ao lado do Povo é o nosso lema..." Setembro de 1975.